# Game Boy Advance
Der Game Boy Advance (kurz GBA) ist eine Handheld-Konsole und der Nachfolger des Game Boy bzw. des Game Boy Color. Es ist Nintendos erster Handheld, der nicht auf der Technik des ursprünglichen Game Boy basiert (mit Ausnahme der Game-&-Watch-Serie). Der Game Boy Advance hat mit dem Game Boy Advance SP eine Überarbeitung erfahren. Trotz der grundlegenden Änderung der Hardware können die beiden ersten Vertreter der Advance-Generation alle Game-Boy-Spiele verarbeiten. Alle Game-Boy-Advance-Modelle erschienen in verschiedenen Farben.
Der Game Boy Advance verkaufte sich in seiner gesamten Lebensspanne etwa 81,51 Millionen Mal und ist damit eine der meistverkauften Handheld-Konsolen.

## Überblick
Der Game Boy Advance (Arbeitstitel: „Advanced Game Boy“) wurde von Nintendo 2001 als Nachfolger des sehr erfolgreichen Game Boy Color auf den europäischen Markt gebracht.
Gegenüber dem klassischen Game Boy bietet die Handheld-Konsole deutlich gesteigerte Rechen- und Grafikleistung, einen größeren Bildschirm mit breiterem Seitenverhältnis, eine veränderte Form (Quer- statt Hochformat) und volle Abwärtskompatibilität zu Game-Boy- und Game-Boy-Color-Spielen. Beim Spielen von Game-Boy- und Game-Boy-Color-Spielen auf einem Game Boy Advance konnte mit den L- und R-Tasten das Seitenverhältnis des dargestellten Bildes geändert werden (Original-Seitenverhältnis oder langgestrecktes Vollbild).
Auf Kritikpunkte, wie die für größere Hände unergonomischen Tasten, die fehlende Entspiegelung und die fehlende Hintergrundbeleuchtung, reagierte Nintendo mit der Entwicklung des stark verbesserten Game Boy Advance SP.

### Technische Daten
- Bildschirm: Größe: 6,12 cm breit × 4,08 cm hoch; Auflösung: 240 × 160 Pixel; Typ: TFT-Bildschirm mit 32.768 darstellbaren Farben; Bildfrequenz: ca. 59,7 Hz[6]
- CPU: 16,77-MHz-32 Bit-RISC-CPU (ARM7TDMI, ARM-Architektur) und 8 Bit CISC-CPU (Z80/8080-Derivat)
- Arbeitsspeicher: 32 KB I-RAM (1 cycle/32 bit) + 96 KB VRAM (1-2 cycles) + 256 KB eRAM (6 cycles/32 bit)
- Klang: Lautsprecher (mono) / Kopfhörer (stereo)
- Mehrspieler: Vier (zusammen mit GBAs oder GBA-SPs) bzw. zwei (mit Game Boy oder Game Boy Color)
- Stromversorgung: 2 × 1,5 Volt-AA-Batterien
- Batterielaufzeit: ca. 15 Stunden (variiert je nach Spiel)
- Abmessungen: 14,45 cm breit × 8,2 cm hoch × 2,45 cm tief
- Gewicht: ca. 140 g
- Steckmodul: 6,0 cm breit × 3,45 cm hoch × 0,95 cm tief; maximal 4 GBit (512 MByte), (maximal 256 Mbit (32 MByte) Speicher von Werk aus)
- Kompatibilität: spielt alle Game-Boy- und Game-Boy-Color-Spiele ab

### Spielemodul

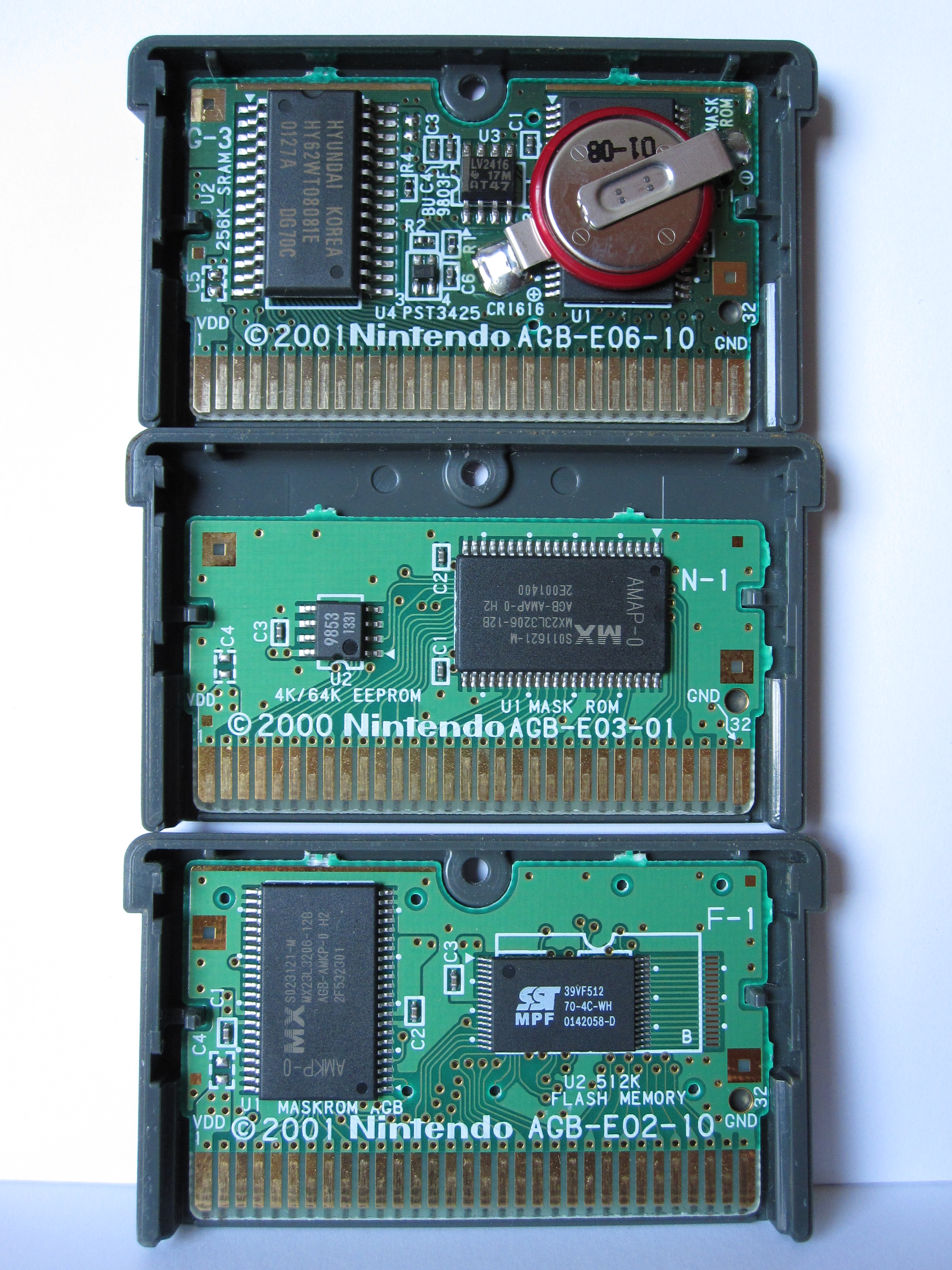
Die lizenzierten Originalmodule des GBA

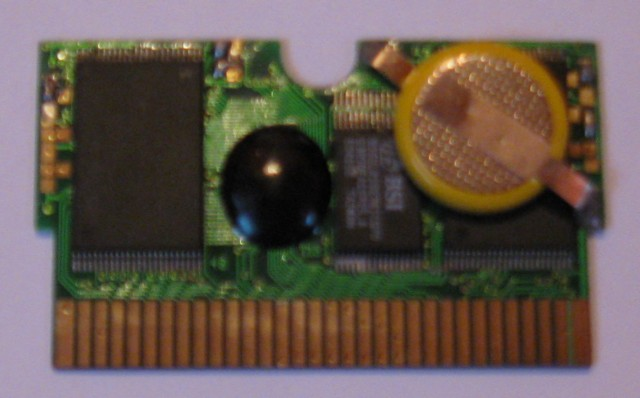
Platine eines Game-Boy-Advance-Spiels mit Batterie (nicht lizenzierter Nachbau)

Spiele wurden wie auch bei den Vorgängern weiterhin auf Modul ausgeliefert. Im Gegensatz zu den alten Game-Boy-Modulen waren diese nur noch gut halb so groß, besaßen aber weit mehr Speicher für die Spiele (GBC max. 32 Mbit/4 MB, GBA max. 512 Mbit/64 MB).
Im Gegensatz zu früheren Spielen wurde bei Game-Boy-Advance-Spielen ab 2002 statt auf batteriegepufferten Speicher auf Flashspeicher oder EEPROM-Speicher gesetzt, der alle Speicherstände sicher speichern konnte, auch ohne Stromversorgung. Lediglich einige Spiele wie z. B. die Pokémon-Reihe hatten weiterhin eine Batterie für die Echtzeituhr auf der Platine.
Spiele konnten dank der verbesserten Technik nun auch zu zweit mit nur einem Spiel gespielt werden, dazu war ein Game Boy Advance pro Spieler sowie für zwei Spieler ein Linkkabel, für drei Spieler zwei Linkkabel und für vier Spieler drei Linkkabel nötig.

### Zubehör
Als wichtigstes Zubehör erwies sich das Multiplayer-Linkkabel, welches später durch einen Wireless Adapter abgelöst werden sollte.
Dieser Adapter wird aber nur von wenigen Spielen unterstützt (z. B. Mario Golf Advance Tour).
Das neue Linkkabel hatte in der Mitte des Kabels selbst einen Hub eingebaut, der das Einstecken eines weiteren Linkkabels ermöglichte.
So konnte man ohne weiteres Zubehör, bis auf die Kabel selbst, das Spiel mit bis zu vier Spielern spielen.
Ein ähnliches Kabel, welches veröffentlicht wurde, diente dazu, den Game Boy Advance mit Nintendos zu der Zeit aktueller Heimkonsole, dem Nintendo GameCube, zu verbinden. Anders als das Multiplayer-Linkkabel hatte es nur einen Stecker für den Game Boy Advance und einen für eine Controllerbuchse des GameCube. Auf angeschlossenen GBAs konnte so von bestimmten GameCube-Spielen erweiterte Informationen angezeigt oder der GBA selbst als Controller verwendet werden. Teilweise wurden Game-Boy-Advance-Spiele zeitgleich mit kompatiblen GameCube-Spielen veröffentlicht, das erste Spiel, das diese Möglichkeit nutzte, war Sonic Adventure 2 Battle in Verbindung mit Sonic Advance.

## Game Boy Advance SP

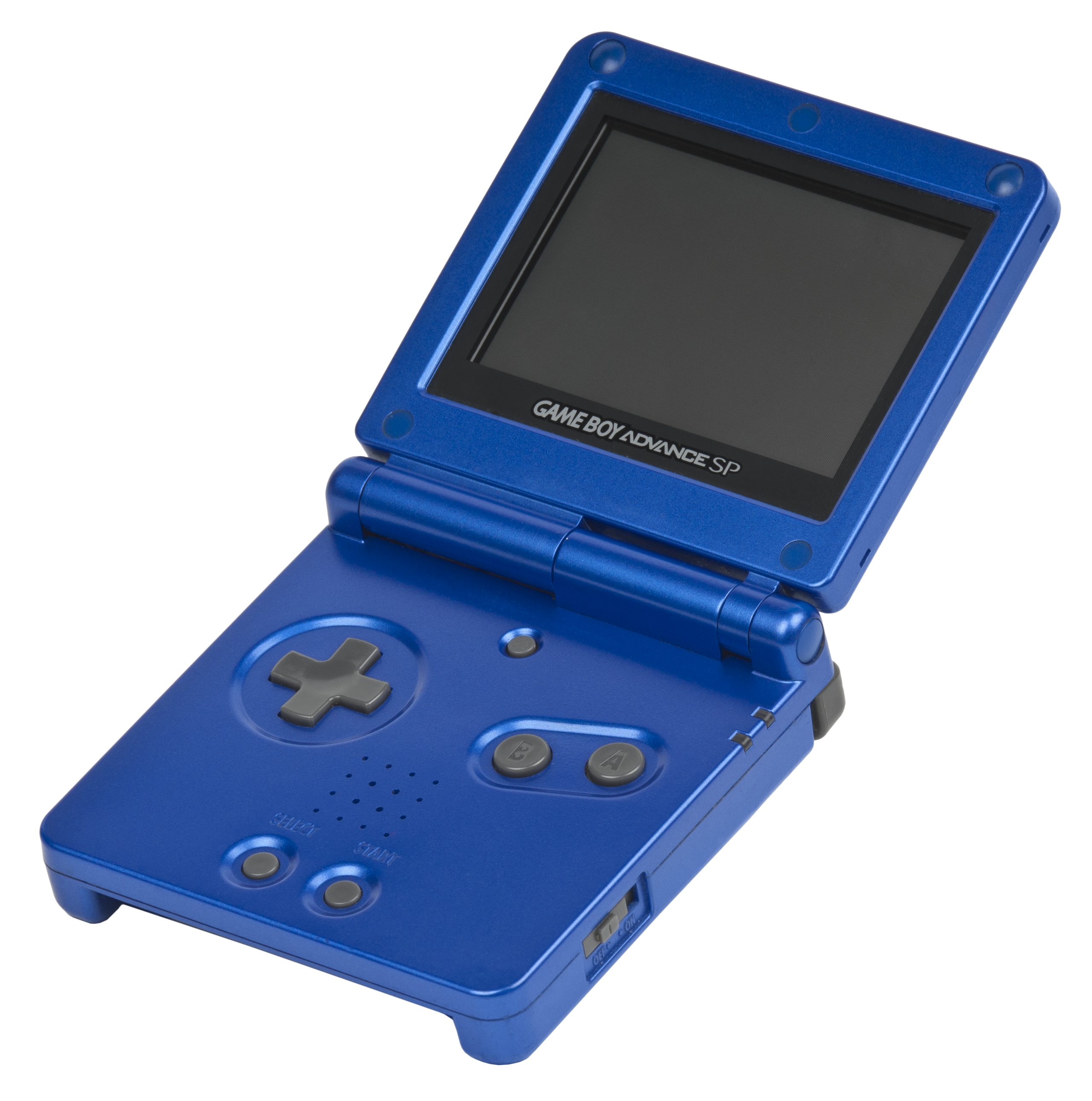
Game Boy Advance SP

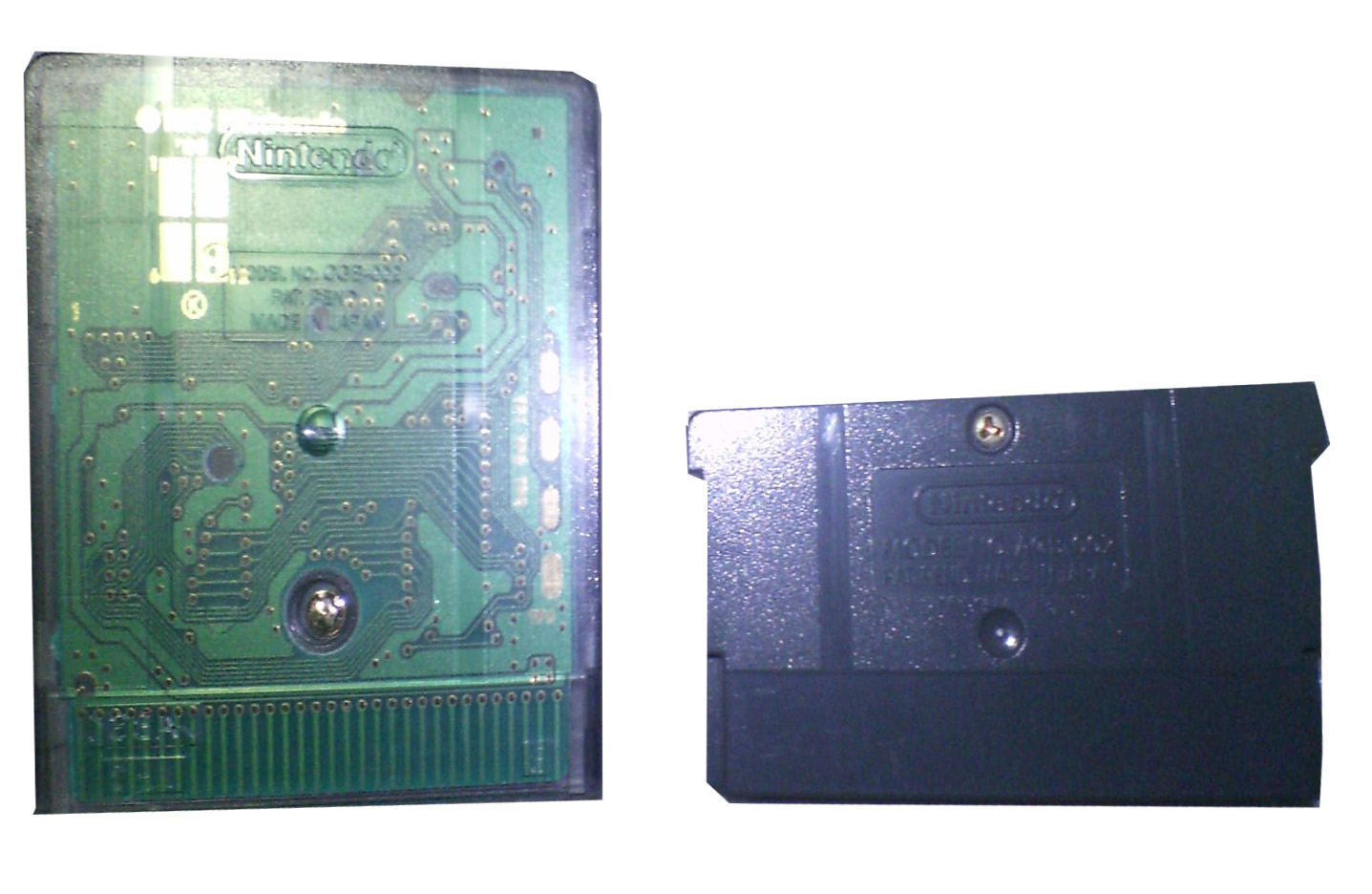
Modul-Vergleich, Game Boy Color (links), Game Boy Advance (rechts)

Mit dem Game Boy Advance SP (kurz: GBA SP; SP für „Special“) veröffentlichte Nintendo Anfang 2003 die erste überarbeitete Version des Game Boy Advance im zuklappbaren Notebook-Design. Anders als bei den Nintendo-DS-Konsolen wird das Spiel allerdings nicht pausiert, wenn das Gerät zugeklappt wird. Die Technik zur Wiedergabe von Spielen entspricht der seines Vorgängers, lediglich das Design, der Bildschirm und die Stromversorgung wurden verändert. Der Bildschirm enthält nun eine Beleuchtungsfunktion, die durch einen Knopfdruck ein- und ausgeschaltet werden kann, und in das Gerät ist anstatt eines einfachen Batteriefachs ein auswechselbarer Lithium-Ionen-Akku integriert. Außerdem wird das Display auf Grund der Klappfunktion nun besser vor Kratzern geschützt. Doch das Design weist auch Mängel auf; so kritisieren Fans zum Beispiel, dass die älteren GBC- und GB-Spiele weit vorne aus dem Gerät herausragen, dass zum Anschluss eines Kopfhörers eigens ein separat zu erwerbender Adapter nötig ist und dass sich der Akku nur mit speziellen Ladegeräten laden lässt. Das Modell hat sich insgesamt mit ca. 42 Millionen verkauften Exemplaren öfter verkauft als das Ur-Modell mit über 35 Millionen verkauften Exemplare.
2005 erschien ein überarbeitetes SP-Modell (Modell AGS-101), welches das bisherige Frontlight (Beleuchtung des LCD von vorne) durch eine Hintergrundbeleuchtung ersetzte. Die GBA-Spiele haben auf diesem erweiterten SP in etwa die Optik, die sie beim Betrieb auf einem Nintendo DS oder Nintendo DS Lite erreichen. Das verbesserte Modell wurde Ende 2006 in Deutschland in den Farben „Surf Blue“, „Pearl Pink“ und „Tribal“ angeboten und ist neben der Farbe an einer neuen Verpackung zu erkennen. Allerdings gibt es auch alte Modelle (AGS-001) in den neuen Farben, somit lässt sich nur anhand der Modellnummer auf der Unterseite das Gerät richtig identifizieren. Die Bildschirmbeleuchtung lässt sich bei diesen Modellen in zwei Stufen anpassen, ist aber nicht mehr abschaltbar.

### Technische Daten
- Größe (zugeklappt): 84,6 mm breit × 82 mm hoch × 24,3 mm tief
- Gewicht: 146 g, mit Game-Boy-Advance-Spiel: 156 g, mit Game-Boy-Color-Spiel: 168 g
- Prozessor: 16,77 MHz 32 bit RISC-CPU (ARM7tdmi) (mit ROM) + 8 bit CISC-CPU-(Z80)
- Speicher: 32 KB IRAM (1 cycle/32 bit) + 96 KB VRAM (1-2 cycles) + 256 KB EWRAM (6 cycles/32 bit)
- Bildschirm: 61,2 mm breit × 40,8 mm hoch; 240 × 160 Pixel; AGS-001: Front-Light-Beleuchtung, AGS-101: Backlight-Beleuchtung
- Farben: max. 32.768 Farben gleichzeitig;
- Akku: Li-Ion-Akku; ohne Beleuchtung: 18 Stunden Laufzeit; mit Beleuchtung: 10 Stunden Laufzeit; 3 Stunden Aufladezeit, bei GBA SP (2006) immer 10-11 Stunden.
- Sonstiges: Linkport, abwärtskompatibel

## Game Boy Micro

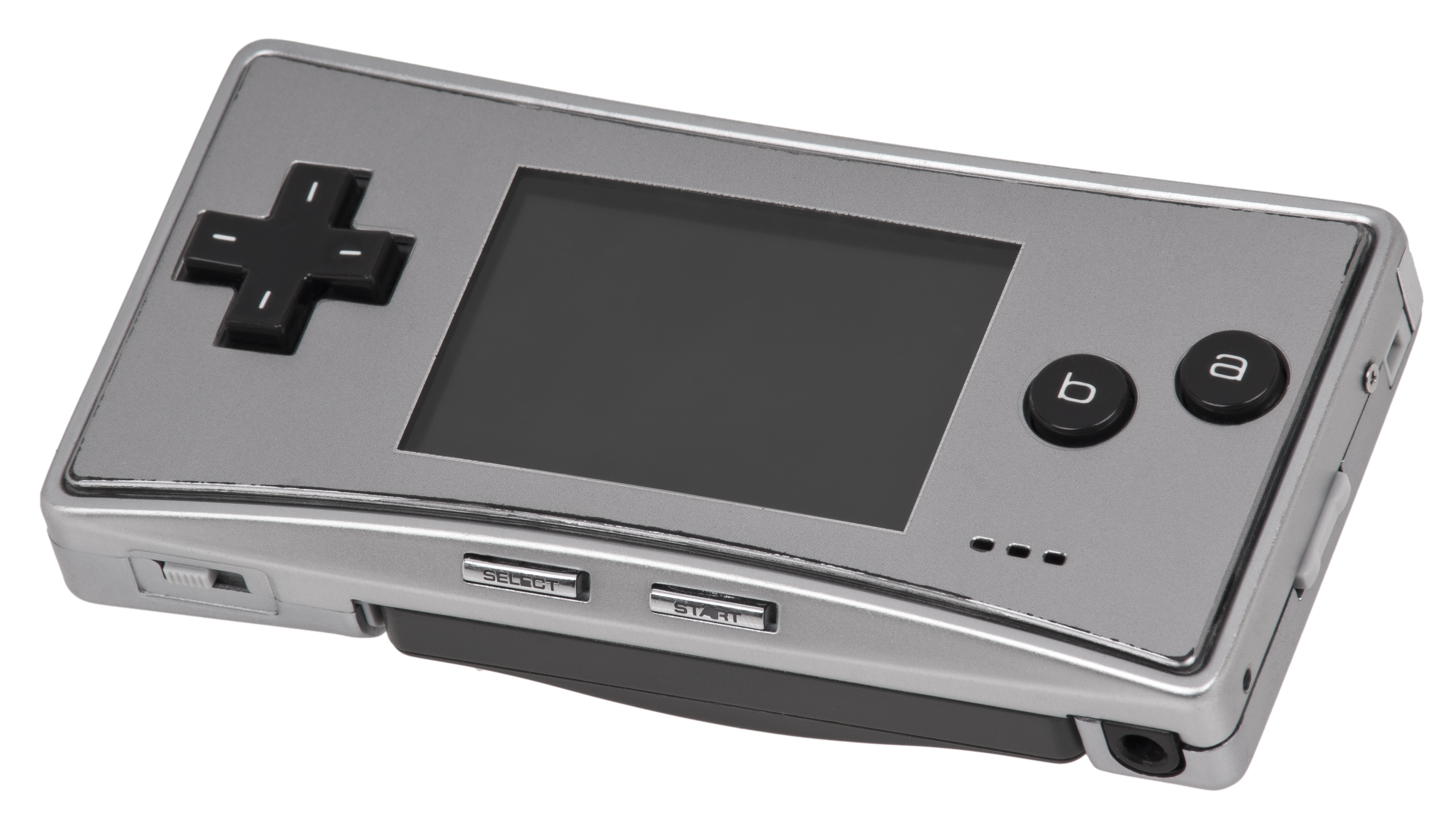
Game Boy Micro

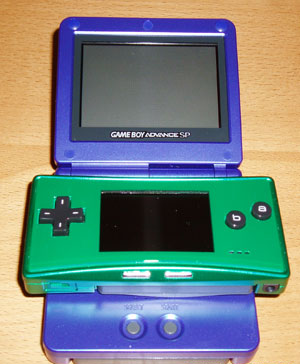
Größenvergleich GBA SP (blau) und GB Micro (grün)

Der Game Boy Micro (stilisierte Eigenschreibweise: GAME BOY mıcro, kurz: GB Micro oder GBM) ist eine sehr kleine Version des Game Boy Advance. Erstmals wurde er auf Nintendos Pressekonferenz zur E3 2005 der Öffentlichkeit vorgestellt. Er soll laut Nintendos Marketing-Sprecher Reginald Fils-Aime den „imagebewussten Käufer“ ansprechen.
Der Game Boy Micro bietet alle Funktionen des Game Boy Advance SP, kann allerdings keine Game-Boy- und Game-Boy-Color-Module abspielen. Zusätzlich bietet er im Gegensatz zu der ersten Generation der GBA-SP-Modelle eine farbechtere Hintergrundbeleuchtung, deren Helligkeit eingestellt werden kann sowie einen entspiegelten Flüssigkristallbildschirm.
In Japan erschien der Game Boy Micro am 13. September, eine Woche später auch in den USA. In Europa erschien der Handheld am 4. November 2005.
Seine Veröffentlichung nach dem Erscheinen des Nintendo DS bekräftigte Nintendos Aussagen, dass die Geräte der Game-Boy-Advance-Familie parallel zum Nintendo DS laufen sollten. Der Game Boy Micro war jedoch angesichts dessen mit drei Millionen verkauften Exemplaren ein Flop. Als auch die Verkaufszahlen der anderen beiden Modelle zusehends schwächer wurden und Nintendo keinen Nachfolger herausbrachte, nahm die Game-Boy-Advance-Reihe daher mit dem Game Boy Micro ein Ende.
Im Gegensatz zu seinen Vorgängern bietet der Game Boy Micro ein Metallgehäuse. Die Frontabdeckung besteht aus Kunststoff und lässt sich durch eine der separat erhältlichen alternativen Abdeckungen austauschen.

### Technische Daten
- Größe: 10 cm breit × 5 cm hoch × 1,8 cm tief
- Gewicht: ca. 80 g
- Farben: silber, blau, rosa und grün (unterschiedliche Farben und Designs durch austauschbare Front-Abdeckung)
- Prozessor: 16,77 MHz 32 bit RISC-CPU
- Bildschirm: 2 Zoll (gegenüber 2,9" beim GBA), entspiegelt, einstellbare Hintergrundbeleuchtung in 5 Abstufungen, nicht abschaltbar
- Batterie: eingebauter Lithium-Ionen-Akku
- Kopfhörer: unterstützt Kopfhörer per Klinkenanschluss
- Software: alle Game-Boy-Advance-Spiele, nicht kompatibel mit Game-Boy- und Game-Boy-Color-Spielen